# 第99回全国高等学校ラグビーフットボール大会
第99回全国高等学校ラグビーフットボール大会（だい99かいぜんこくこうとうがっこうラグビーフットボールたいかい）は、令和元年度全国高等学校総合体育大会を兼ねて、2019年12月27日から2020年1月7日まで東大阪市花園ラグビー場と東大阪市多目的広場で開かれた全国高校ラグビー大会である。令和最初の花園。

## 概要
地区大会では、前年まで大分県大会を33年連続で制してきた大分舞鶴が決勝で大分東明に破れ、本大会出場を逃した。
開会式での選手宣誓は高鍋主将細元亮が務めた。
本大会では、1回戦で報徳学園が対山形中央戦にて大会史上最高得点となる162点を挙げ、史上最大差となる157点差での勝利を収めた。この記録更新は第96回大会の2回戦で東福岡が対浜松工戦にて記録した139-0以来3大会ぶりである。2回戦では、県立浦和対青森山田戦において、史上初となるナイター照明を点灯した状態での試合が行われた。決勝戦は、進出7度目の桐蔭学園と進出4度目の御所実という決勝未勝利校同士の組み合わせで、桐蔭学園が初優勝をめざす御所実を破り、初の単独優勝を果たすとともに、東福岡と東海大大阪仰星に次ぐ史上3校目となる「三冠」を成し遂げた。当大会における東日本勢の単独優勝は第77回大会の國學院久我山の優勝以来22年ぶりである。
今大会から、準決勝2試合と決勝戦において試合開始直前にキックオフカウントダウン映像が会場の大型スクリーンにて放映されるようになった。これは、同年に開催されたラグビーワールドカップにおいて、そのような演出がなされていた影響を受けてのことである。また決勝戦では大学選手権決勝戦と同様、選手入場後に両校の校歌斉唱が実施されるようになったが、以後は取り止めとなっている。
また、女性主審（2名）が今大会で初めて試合をさばいた。

### 日程
- 12月7日 - 組み合わせ抽選会
- 12月27日 - 開会式（第1グラウンド）、1回戦
- 12月28日 - 1回戦
- 12月30日 - 2回戦
- 1月1日 - 3回戦
- 1月3日 - 準々決勝
- 1月5日 - 準決勝
- 1月7日 - 決勝、閉会式

## 出場校
☆マークはシード校
- 北海道
  - 北北海道代表 - 旭川龍谷（2年連続4回目）
  - 南北海道代表 - 札幌山の手（2年連続18回目）
- 東北
  - 青森県代表 - 青森山田（初出場）
  - 岩手県代表 - 黒沢尻工（5年連続31回目）
  - 宮城県代表 - 仙台育英（24年連続26回目）
  - 秋田県代表 - 秋田中央（2年連続12回目）
  - 山形県代表 - 山形中央（2年連続26回目）
  - 福島県代表 - 郡山北工（2年ぶり4回目）
- 関東
  - 茨城県代表 - 茗溪学園（8年連続25回目）
  - 栃木県代表 - 國學院栃木（20年連続25回目）☆B
  - 群馬県代表 - 桐生第一（2年連続2回目）
  - 埼玉県代表 - 県立浦和（6年ぶり3回目）
  - 千葉県代表 - 流通経済大柏（25年連続27回目）☆B
  - 東京都第一代表 - 東京（3年ぶり13回目）☆B
  - 東京都第二代表 - 本郷（2年連続11回目）
  - 神奈川県代表 - 桐蔭学園（5年連続18回目）☆A
  - 山梨県代表 - 日川（14年連続49回目）

- 中部
  - 新潟県代表 - 新潟工（16年連続44回目）
  - 富山県代表 - 富山第一（2年ぶり11回目）
  - 石川県代表 - 日本航空石川（15年連続15回目）☆B
  - 福井県代表 - 若狭東（4年連続31回目）
  - 長野県代表 - 飯田（2年ぶり9回目）
  - 岐阜県代表 - 関商工（2年連続39回目）
  - 静岡県代表 - 静岡聖光学院（2年連続6回目）
  - 愛知県代表 - 中部大春日丘（7年連続9回目）☆B
  - 三重県代表 - 朝明（8年連続10回目）

- 近畿
  - 滋賀県代表 - 光泉（3年ぶり9回目）
  - 京都府代表 - 京都成章（6年連続12回目）☆A
  - 大阪府第一代表 - 大阪桐蔭（8年連続14回目）☆B
  - 大阪府第二代表 - 常翔学園（5年連続38回目）☆B
  - 大阪府第三代表 - 東海大大阪仰星（2年ぶり19回目）☆B
  - 兵庫県代表 - 報徳学園（4年連続45回目）
  - 奈良県代表 - 御所実（2年ぶり12回目）☆A
  - 和歌山県代表 - 近大和歌山（5年ぶり2回目）

- 中国
  - 鳥取県代表 - 米子工（2年連続9回目）
  - 島根県代表 - 石見智翠館（29年連続29回目）
  - 岡山県代表 - 県立玉島（2年連続3回目）
  - 広島県代表 - 尾道（13年連続14回目）
  - 山口県代表 - 山口（2年ぶり6回目）
- 四国
  - 徳島県代表 - 城東（3年連続13回目）
  - 香川県代表 - 坂出第一（6年ぶり2回目）
  - 愛媛県代表 - 松山聖陵（2年ぶり4回目）
  - 高知県代表 - 高知中央（8年ぶり5回目）
- 九州・沖縄
  - 福岡県代表 - 東福岡（20年連続30回目）☆B
  - 佐賀県代表 - 佐賀工（38年連続48回目）☆B
  - 長崎県代表 - 長崎北陽台（2年ぶり17回目）
  - 熊本県代表 - 熊本工（13年ぶり28回目）
  - 大分県代表 - 大分東明（初出場）
  - 宮崎県代表 - 高鍋（9年連続27回目）
  - 鹿児島県代表 - 鹿児島工（6年ぶり13回目）
  - 沖縄県代表 - 名護（2年連続18回目）

## 試合結果
- 時刻はすべて日本標準時 (UTC+9)
- 括弧内は前半終了時のスコアを示す。
- 太字は勝利校を示す。

### 1回戦
| 2019年12月27日 12:30 | 県立玉島   | 0-5   | (0-0)   | 県立浦和     | 第1グラウンド |
| 2019年12月27日 13:50 | 熊本工     | 14-36 | (7-19)  | 関商工       | 第1グラウンド |
| 2019年12月27日 12:00 | 坂出第一   | 0-29  | (0-22)  | 青森山田     | 第2グラウンド |
| 2019年12月27日 13:20 | 米子工     | 0-82  | (0-36)  | 黒沢尻工     | 第2グラウンド |
| 2019年12月27日 14:40 | 高鍋       | 14-26 | (7-14)  | 札幌山の手   | 第2グラウンド |
| 2019年12月27日 12:00 | 長崎北陽台 | 53-0  | (24-0)  | 桐生第一     | 第3グラウンド |
| 2019年12月27日 13:20 | 大分東明   | 35-0  | (21-0)  | 飯田         | 第3グラウンド |
| 2019年12月27日 14:40 | 松山聖陵   | 38-10 | (14-10) | 旭川龍谷     | 第3グラウンド |
| 2019年12月28日 11:15 | 報徳学園   | 162-5 | (80-0)  | 山形中央     | 第1グラウンド |
| 2019年12月28日 12:35 | 山口       | 12-24 | (7-17)  | 日川         | 第1グラウンド |
| 2019年12月28日 13:55 | 石見智翠館 | 132-0 | (75-0)  | 富山第一     | 第1グラウンド |
| 2019年12月28日 10:00 | 名護       | 12-36 | (0-24)  | 静岡聖光学院 | 第2グラウンド |
| 2019年12月28日 11:20 | 鹿児島工   | 21-50 | (0-31)  | 茗渓学園     | 第2グラウンド |
| 2019年12月28日 12:40 | 城東       | 21-7  | (14-7)  | 新潟工       | 第2グラウンド |
| 2019年12月28日 14:00 | 高知中央   | 24-26 | (24-5)  | 秋田中央     | 第2グラウンド |
| 2019年12月28日 10:00 | 尾道       | 57-7  | (12-7)  | 仙台育英     | 第3グラウンド |
| 2019年12月28日 11:20 | 若狭東     | 36-21 | (17-21) | 郡山北工     | 第3グラウンド |
| 2019年12月28日 12:40 | 光泉       | 31-19 | (12-14) | 本郷         | 第3グラウンド |
| 2019年12月28日 14:00 | 近大和歌山 | 5-36  | (5-22)  | 朝明         | 第3グラウンド |

### 2回戦
| 2019年12月30日 09:30       | 朝明           | 0-79   | (0-52)  | 御所実       | 第1グラウンド     |
| 2019年12月30日 10:45       | 秋田中央       | 19-21  | (12-14) | 光泉         | 第1グラウンド     |
| 2019年12月30日 12:00       | 大阪桐蔭       | 55-12  | (22-12) | 茗渓学園     | 第1グラウンド     |
| 2019年12月30日 13:15       | 静岡聖光学院   | 5-56   | (0-35)  | 流通経済大柏 | 第1グラウンド     |
| 2019年12月30日 14:30       | 京都成章       | 32-14  | (10-14) | 尾道         | 第1グラウンド     |
| 2019年12月30日 09:30       | 佐賀工         | 97-0   | (45-0)  | 若狭東       | 第2グラウンド     |
| 2019年12月30日 10:45       | 石見智翠館     | 27-0   | (17-0)  | 日川         | 第2グラウンド     |
| 2019年12月30日 12:00       | 報徳学園       | 12-14  | (12-14) | 國學院栃木   | 第2グラウンド     |
| 2019年12月30日 13:15       | 東福岡         | 100-14 | (50-7)  | 松山聖陵     | 第2グラウンド     |
| 2019年12月30日 14:30       | 桐蔭学園       | 38-7   | (24-0)  | 長崎北陽台   | 第2グラウンド     |
| 2019年12月30日 09:00       | 城東           | 0-39   | (0-15)  | 日本航空石川 | 第3グラウンド     |
| 2019年12月30日 10:15       | 札幌山の手     | 0-19   | (0-7)   | 中部大春日丘 | 第3グラウンド     |
| 2019年12月30日 11:30       | 常翔学園       | 83-5   | (40-5)  | 大分東明     | 第3グラウンド     |
| 2019年12月30日 12:45       | 黒沢尻工       | 12-57  | (0-22)  | 東京         | 第3グラウンド     |
| 2019年12月30日 14:00       | 東海大大阪仰星 | 71-7   | (24-7)  | 関商工       | 第3グラウンド     |
| 2019年12月30日 15:15→15:45 | 青森山田       | 28-33  | (14-14) | 県立浦和     | 第3→第1グラウンド |

### 3回戦
| 2020年1月1日 10:30 | 桐蔭学園       | 78-5  | (45-0) | 県立浦和     | 第1グラウンド |
| 2020年1月1日 11:55 | 東海大大阪仰星 | 17-5  | (12-0) | 東京         | 第1グラウンド |
| 2020年1月1日 13:20 | 常翔学園       | 19-15 | (14-3) | 中部大春日丘 | 第1グラウンド |
| 2020年1月1日 14:45 | 東福岡         | 17-12 | (12-7) | 國學院栃木   | 第1グラウンド |
| 2020年1月1日 10:30 | 京都成章       | 24-15 | (7-5)  | 石見智翠館   | 第3グラウンド |
| 2020年1月1日 11:55 | 佐賀工         | 14-22 | (0-19) | 流通経済大柏 | 第3グラウンド |
| 2020年1月1日 13:20 | 大阪桐蔭       | 15-3  | (5-3)  | 日本航空石川 | 第3グラウンド |
| 2020年1月1日 14:45 | 光泉           | 3-65  | (3-29) | 御所実       | 第3グラウンド |

### 準々決勝
| 2020年1月3日 10:30 | 流通経済大柏 | 10-57 | (5-33) | 東福岡         | 第1グラウンド |
| 2020年1月3日 11:55 | 御所実       | 14-0  | (7-0)  | 東海大大阪仰星 | 第1グラウンド |
| 2020年1月3日 13:20 | 大阪桐蔭     | 12-31 | (0-21) | 桐蔭学園       | 第1グラウンド |
| 2020年1月3日 14:45 | 京都成章     | 24-27 | (19-8) | 常翔学園       | 第1グラウンド |

### 準決勝
| 2020年1月5日 12:45 | 常翔学園 | 7-26 | (0-19) | 御所実 | 第1グラウンド |
| 2020年1月5日 14:30 | 桐蔭学園 | 34-7 | (21-7) | 東福岡 | 第1グラウンド |

### 決勝
| 2020年01月07日 14:00 | 御所実                                    | 14-23 (14-3) | 桐蔭学園                                  | 第1グラウンド レフリー: 松本剛 |
| 2020年01月07日 14:00 | トライ: 2 コンバート: 2 PK: 0 ドロップ: 0 |              | トライ: 3 コンバート: 1 PK: 1 ドロップ: 1 | 第1グラウンド レフリー: 松本剛 |

| 御所実 | 桐蔭学園 |

| 桐蔭学園  |    |            |            |
| FW        | 01 | 床田淳貴   |            |
| FW        | 02 | 中山大暉   |            |
| FW        | 03 | 岡広将     |            |
| FW        | 04 | 安達航洋   |            |
| FW        | 05 | 青木恵斗   | 後半6'     |
| FW        | 06 | 久松春陽大 |            |
| FW        | 07 | 石塚勝己   |            |
| FW        | 08 | 佐藤健次   |            |
| HB        | 09 | 亀井健人   | 後半3分    |
| HB        | 10 | 伊藤大祐   | キャプテン |
| TB        | 11 | 飯塚稜介   |            |
| TB        | 12 | 桑田敬士郎 |            |
| TB        | 13 | 渡邉誠人   |            |
| TB        | 14 | 西川賢哉   | 後半23'    |
| FB        | 15 | 秋濱悠太   | 後半16'    |
| リザーブ: |    |            |            |
|           | 16 | 真利香之輔 |            |
|           | 17 | 武田烈輝   |            |
|           | 18 | 倉島昂大   |            |
|           | 19 | 平石颯     |            |
|           | 20 | 渡部創太郎 |            |
|           | 21 | 島本陽太   | 後半3分    |
|           | 22 | 榎本拓真   |            |
|           | 23 | 樋口豪     |            |
|           | 24 | 天羽秀太   |            |
|           | 25 | 粟飯原謙   |            |
|           |    |            |            |
| 監督      |    |            |            |
| 藤原秀之  |    |            |            |

※赤字は、優勝校もしくは得点が高いことを示す。また、脚注の( )内の分数はキックの成功率、[ ]内の自然数は当該選手の背番号を示す。

## 関連試合

### U18花園女子15人制
- 高校3年生以下の女性選手を44人に選抜してWEST・EAST2チームにそれぞれ22人に分けて試合を実施された[2]。

2019年12月27日 花園ラグビー場 第1グラウンド 11:20開始（20分ハーフ） 結果 西軍 31-0 東軍

### 第12回U18合同チーム東西対抗戦
- 今大会では第15回全国高等学校合同チームラグビーフットボール大会に出場した選手を50人選抜して、東西2チームにそれぞれ25人に分けて試合が実施された。[3]

2020年1月7日 花園ラグビー場 第1グラウンド 12:15開始結果 西軍 19-12 東軍